# نووه میاستو لوباوسکیه
نووه میاستو لوباوسکیه (به لاتین: Nowe Miasto Lubawskie) یک منطقهٔ مسکونی در لهستان است که در شهرستان نووه میاستو واقع شده‌است. نووه میاستو لوباوسکیه ۱۱٫۶۱ کیلومتر مربع مساحت و ۱۱٬۱۶۲ نفر جمعیت دارد و ۸۲ متر بالاتر از سطح دریا واقع شده‌است.